# Juan Antonio Deusto
Juan Antonio Deusto Olagorta (Bilbao, 8 gennaio 1946 – Bilbao, 21 luglio 2011) è stato un calciatore spagnolo.

## Carriera
Cresciuto nella florida cantera dell'Athletic Bilbao, esordisce con il Bilbao Athletic nella stagione 1964-1965. Due anni dopo viene "promosso" alla prima squadra, debuttando in Primera División spagnola il 19 settembre 1965 nella partita Athletic-Valencia 1-0. Milita quindi per cinque stagioni con i rojiblancos con cui disputa solo 11 incontri, chiuso dalla concorrenza di Iribar, autentica bandiera della società.
Viene quindi ceduto al Malaga dove diventa titolare, meritandosi in seguito una convocazione nella Nazionale di calcio della Spagna (24 novembre 1973, in Germania-Spagna 2-1) e vincendo il Trofeo Zamora (riservato al miglior portiere dell'anno) nel 1971-1972.
Nel 1975 passa all'Hercules con cui conclude la carriera nel 1980, dopo aver collezionato 227 presenze nella massima serie spagnola.

## Palmarès

### Club
- Coppa di Spagna: 1

Athletic Club: 1969

### Individuali
- Trofeo Zamora: 1

Malaga: 1972